# Conseiller du roi
 (décembre 2015).
Pour le titre honorifique conféré à certains avocats de pays du Commonwealth, voir Conseiller du roi (Commonwealth).
Conseiller du roi est une fonction de gouvernement et d’administration de nombreux pays sous régime monarchique.

## Angleterre

### Moyen Âge
En Angleterre, la Curia Regis était composé de nobles et d’ecclésiastiques qui conseillait le roi en matière législative. À partir de 1066, cette assemblée remplaça le Witenagemot anglo-saxon.
La Cour était composée de deux formations :
- Le King in council (le roi en son conseil) formée du roi et de juges professionnels;
- Le king in parliament (le roi en son parlement) formée du roi, de juges professionnels et des lords

une formation politique, appelée , qui réunissait les mêmes personnes plus les lords.

### Époque moderne
La théorie de la Balance des pouvoirs va se renforcer pour aboutir après la Première Révolution anglaise et la Glorieuse Révolution au régime parlementaire.

## Castille
Le Conseil de Castille fut fondé en 1385 et supprimé en 1707. Il était composé du président, du gouverneur du conseil, de vingt-neuf conseillers, et de trois fiscaux, ainsi que des rapporteurs greffiers, taxateurs, gardes sceaux, portiers, alguasils et receveurs. Les membres du Conseil de Castille étaient réputés les plus savants du royaume.

## France
En France, sous la monarchie, le terme de « conseiller du roi » désigne à la fois une charge et un titre. Dès les premiers temps de la monarchie, les souverains étaient appuyés par un conseil pour gouverner, dont les membres  étaient appelés conseillers du roi. Avec la création d'un État moderne, et la fin de la féodalité, cette fonction subsista mais prit des appellations différentes et le titre devint honorifique, majoritairement porté par les magistrats des parlements, créés au XIVe siècle, comme le parlement de Flandres ou le parlement de Paris, et ceux des cours intermédiaires, les Présidiaux, comme les présidial de Nantes ou celui d'Angers, créés, comme de nombreux autres, absorbant parfois bailliages et sénéchaussées en 1551.
Le terme seul de « conseiller » renvoie pour sa part, comme aujourd'hui, au statut de magistrat, (on parle d'ailleurs encore de « conseiller » pour designer par exemple un juge de la cour d'appel ou de la cour des comptes). Sous la monarchie, ces conseillers sont « du Roi » car la faculté de juger, que les souverains considèrent comme leur prérogative exclusive, est déléguée aux officiers de ces cours ; durant le temps d'exercice de leur office s'ils ont acquis leur charge, ou de leur commission s'ils ont été nommés extra-ordinairement par le souverain.
On ne peut envisager les conseillers du roi sans connaître les cours dans lesquelles ils rendent la justice. Il existe en effet des conseillers du roi au présidial, des conseillers du roi au châtelet de Paris, des conseillers du roi à la cour des Aydes, des conseillers du roi au Parlement... Tous ont, avant d'avoir acquis leur office, obtenu leur grades dans une Université, passé avec succès un examen, et satisfait à une enquête de mœurs. Il existe parfois une grande disparité entre la valeur de ces offices, avec un fossé marqué entre Paris et les provinces, mais ils ont presque tous en commun celui d'accorder, au minimum selon les époques et les édits, une noblesse personnelle à celui qui les exerce.
Dans la France absolutiste, ce titre de « conseiller du roi » est plus largement étendu aux recteurs d'Université, aux médecins directeurs d'hôpitaux, aux historiens hagiographes.
Dans le même temps, on voit l'appellation seule de « conseiller » désigner des individus qui ne sont pas magistrats, comme les « conseillers secrétaires du roi », qui sont les fonctionnaires chargés de signer les lettres de chancellerie au nom du roi, dont l'office valait parfois le quadruple d'une charge de parlementaire, mais pour lequel aucun diplôme universitaire n'était requis. L'intérêt de cette charge résidait dans le fait qu'en s'acquittant auprès du trésor de la somme exigée, on pouvait, sans avoir fait d'études, être anobli.
Les conseillers secrétaires du roi n'étaient pas magistrats, ils étaient en revanche Les secrétaires du souverain.
Contrairement a ce qu'on a parfois prétendu, ils n'ont évidemment strictement rien à voir avec les secrétaires d'État.
Les secrétaires d'État se comptaient d'ailleurs sur les doigts d'une seule main et avaient rang de ministre.
Les secrétaires du roi étaient selon l'état des finances du trésor, plus de mille deux cent, et étaient les fonctionnaires chargés d'apposer le scel sur les édits royaux. On les appelait les "chauffe cire".
Si les conseillers du roi rendent bien la justice au nom du roi dans ses cours, ils ne sont pas pour autant, comme leur titre pourrait le laisser penser, systématiquement "membres du conseil du roi".
Dans les Présidiaux en Province ainsi que dans les élections, seuls les présidents portent le titre de "conseiller du roi en ses conseils" et peuvent être appelés au conseil ordinaire,le plus élargi, appelé conseil d'État, présidé par le chancelier.

### Moyen Âge
À l’époque médiévale, le souverain est conseillé dans la conduite des affaires du royaume par la Curia Regis francorum. Cette cour de justice est constituée de grands feudataires, des pairs de France qui y siègent de droit, de prélats, et de législateurs. Cette Curia Regis francorum, ancêtre direct du parlement de Paris, officia jusqu'en 1302, date à laquelle furent créés le conseil étroit ou conseil privé puis grand conseil, et les secrétaires d'État, au nombre de trois. Les états généraux vinrent également s'ajouter aux "conseils".

### Époque moderne

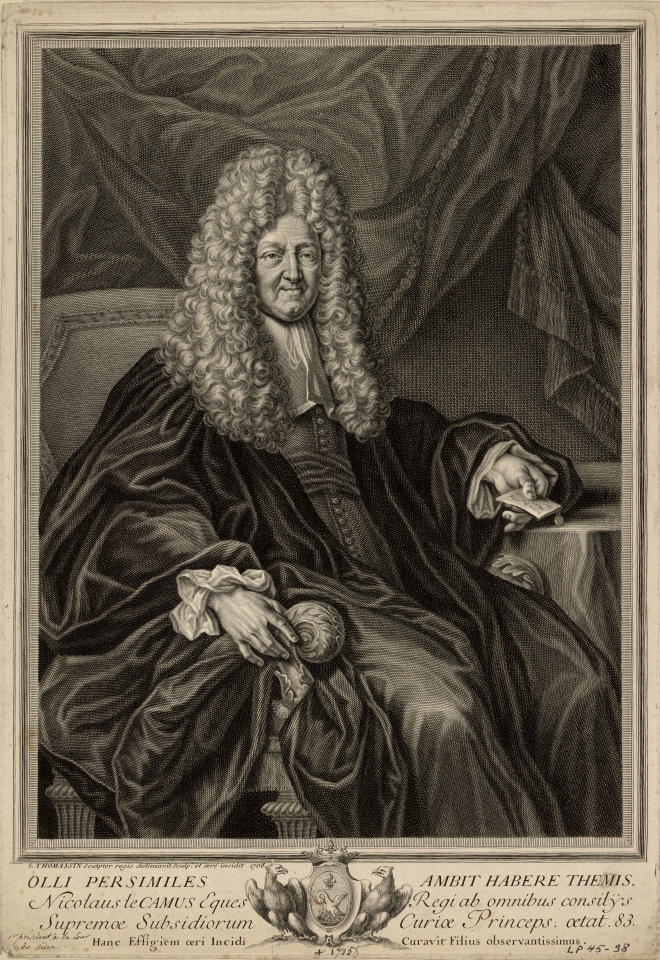
Nicolas Camus (1625-1715) conseiller du Roi au Parlement de Paris.

- Conseillers du roi en tous ses conseils, titre accordé à certains officiers et commissaires nommés par le roi, siégeant au conseil ordinaire  et au grand conseil.  tels les grands officiers de la couronne, les chevaliers du Saint-Esprit,  gouverneurs et lieutenant généraux de province, les présidents du parlement de Paris, certains procureurs généraux et avocats généraux, les évêques.

- Conseillers d’État à brevet  : titre accordé par brevet à certains personnages que le roi voulut honorer, mais sans privilèges réels. Les membres siégeant réellement au conseil d'État s'étaient inquiétés à plusieurs reprises de la confusion qu'engendrait la délivrance de ces brevets, "sans honneurs, prérogatives ou privilèges réels", donnant "une fausse idée de la qualité des gens composant réellement le conseil de sa majesté".

- Conseiller du roi en ses conseils d’État et privé : membres des conseils ordinaires et privé, regroupés sous l’étiquette de Conseil d’État privé, finances et direction. Ils bénéficient d’une dignité élevée et prêtent serment entre les mains du chancelier. Ces conseillers, sont ceux qui composent le conseil ordinaire, qu'on appelle conseil d'État jusqu'au règne de Louis XV.